# Cabo Maria van Diemen

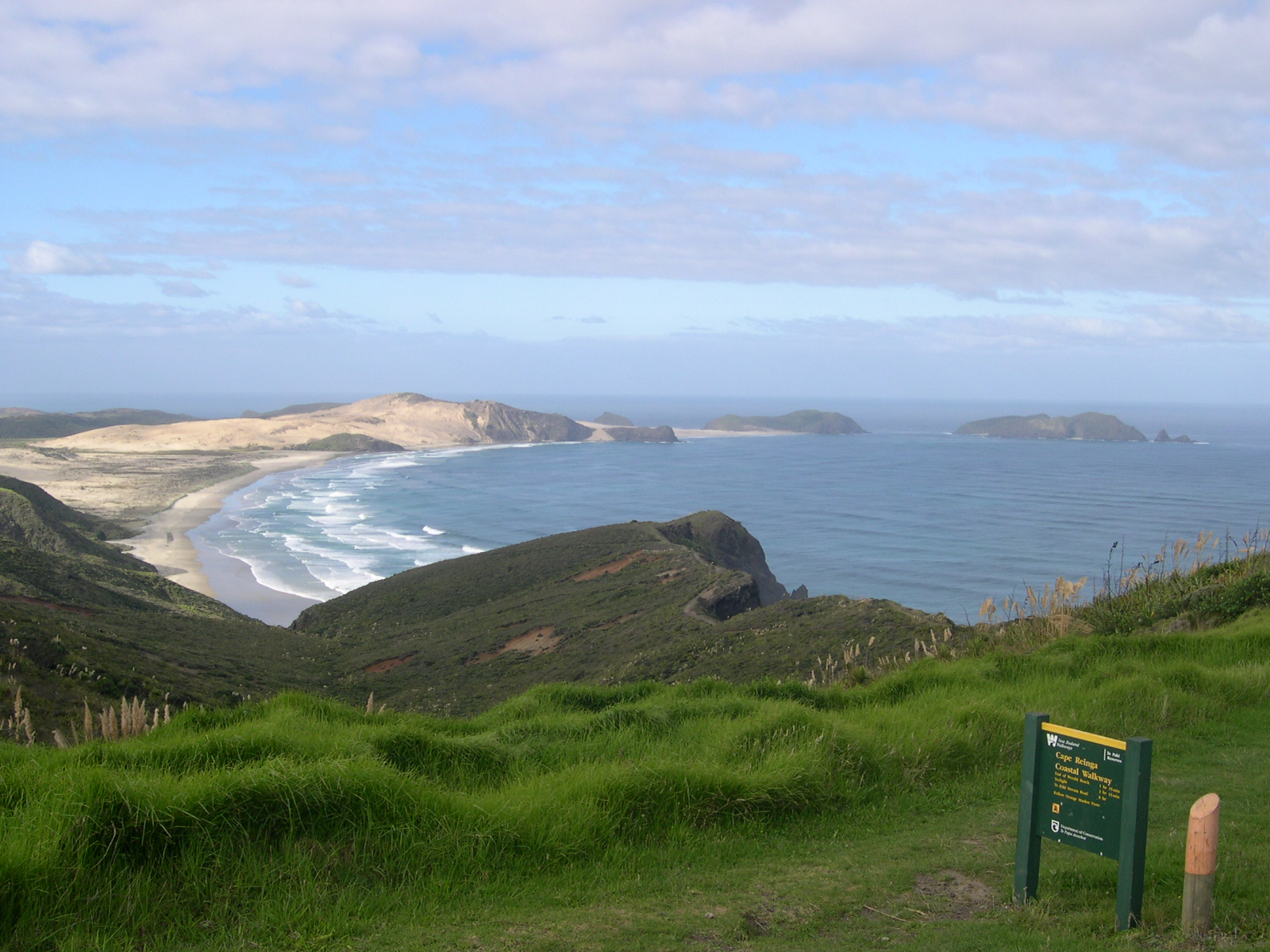
La playa Te Werahi y el cabo Maria Van Diemen.

El cabo Maria Van Diemen (del inglés: Cape Maria van Diemen) es el punto más occidental de Nueva Zelanda, en Northland, en la Isla Norte. Al estar cerca de la punta de la península Aupouri, mucha gente cree, incorrectamente, que es el punto más septentrional (este título le corresponde a los acantilados Surville, unos 30 km al este de este cabo y ligeramente más al norte).

## Historia
El cabo fue nombrado por Abel Tasman en enero de 1643, en honor de la esposa de su patrón, Anthony van Diemen,entonces  gobernador general de Batavia (hoy en día Yakarta), en el mismo viaje de descubrimiento durante el cual fueron nombradas las tierras de Van Diemen (hoy en día, Tasmania). Es, junto con las islas Three Kings, uno de los únicos dos accidentes geográficos de Nueva Zelanda que mantiene el nombre dado por Tasman.
- Datos: Q1034476
- Multimedia: Cape Maria van Diemen / Q1034476